# هولغر تساندر
هولغر تساندر (بالألمانية: Holger Zander)‏ هو كاياكير ألماني، ولد في 24 مايو 1943 في Sankt Michaelisdonn ‏ في ألمانيا.

## وصلات خارجية
- هولغر تساندر على موقع أوليمبيديا (الإنجليزية)